# Tomáš Baťa

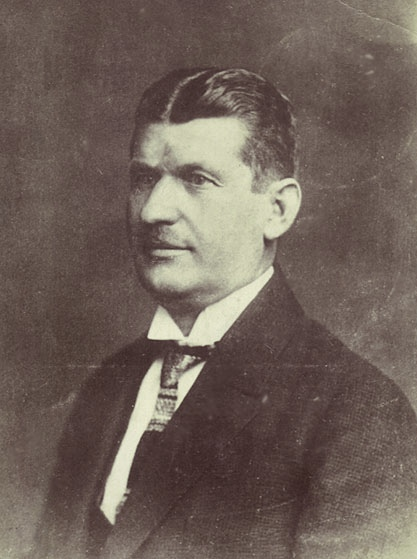
Tomáš Baťa

Tomáš Baťa (* 3. April 1876 in Zlín; † 12. Juli 1932 in Baťov) war ein tschechischer Unternehmer. Er gründete 1894 mit seinen Geschwistern den Schuhhersteller Baťa und baute diesen in der Zwischenkriegszeit zum globalen Konzern und Weltmarktführer aus.

## Leben

### Anfänge
1894 gründete Baťa zusammen mit seinen Geschwistern Antonín (1874–1908) und Anna (1872–1936) in Zlín eine Schuhfabrik. Das Unternehmen war zwar neu, doch die Familie besaß eine über dreihundert Jahre alte Tradition im Schuhmacherhandwerk; Tomáš Baťa gehörte bereits der achten Generation an, die diesen Beruf ausübte. Mit der Einführung der Fabrikfertigung und der erstmaligen Belieferung des Einzelhandels modernisierte Baťa die Schuhindustrie.
1912 heiratete er Marie Menčíková (1893–1954), Tochter des Wiener Hofbibliothekars Ferdinand Menčík. Ihr einziger Sohn Tomáš Jan Baťa bzw. Thomas John Bata (1914–2008) übernahm 1965 den Baťa-Konzern.
Tomáš Baťa war vom Flugsport begeistert und unterstützte die 1923 vom tschechischen Präsidenten Tomáš Garrigue Masaryk gegründete Masaryk-Flugliga (Masarykova letecká liga). Ab 1924 wurde in vom Baťa-Konzern zur Verfügung gestellten Räumlichkeiten die Konstruktion von Segelflugzeugen vorangetrieben. 1935 entstand daraus das heute noch existierende Flugzeugbauunternehmen Zlín.

### Bürgermeister von Zlín und Expansion
Baťa war von 1923 bis 1932 Bürgermeister von Zlín und wirkte zudem als Mäzen seiner Heimatstadt. Er setzte dort große städtebauliche Veränderungen in Gang. Unter seiner Anleitung wurde Zlín von namhaften Architekten im Stil des Funktionalismus gestaltet, wobei besonders die für die Fabrikarbeiter angelegten Wohnsiedlungen bedeutsam sind. Zlín gilt heute als erste funktionalistische Stadt der Welt.

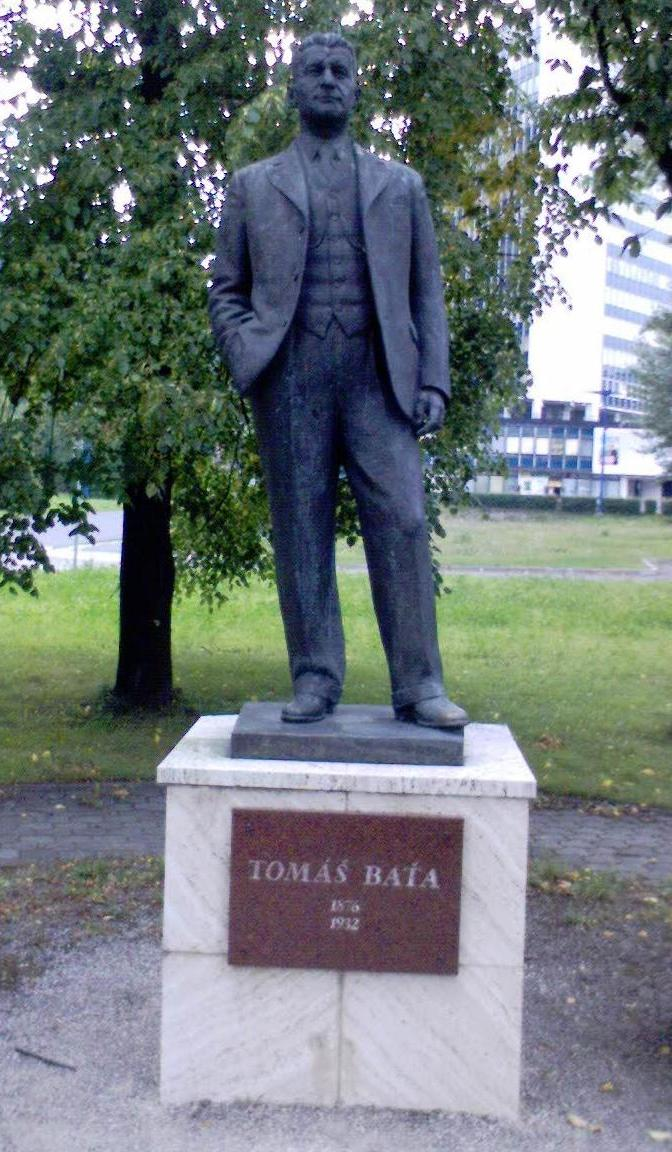
Statue von Tomáš Baťa (Svit, Slowakei)

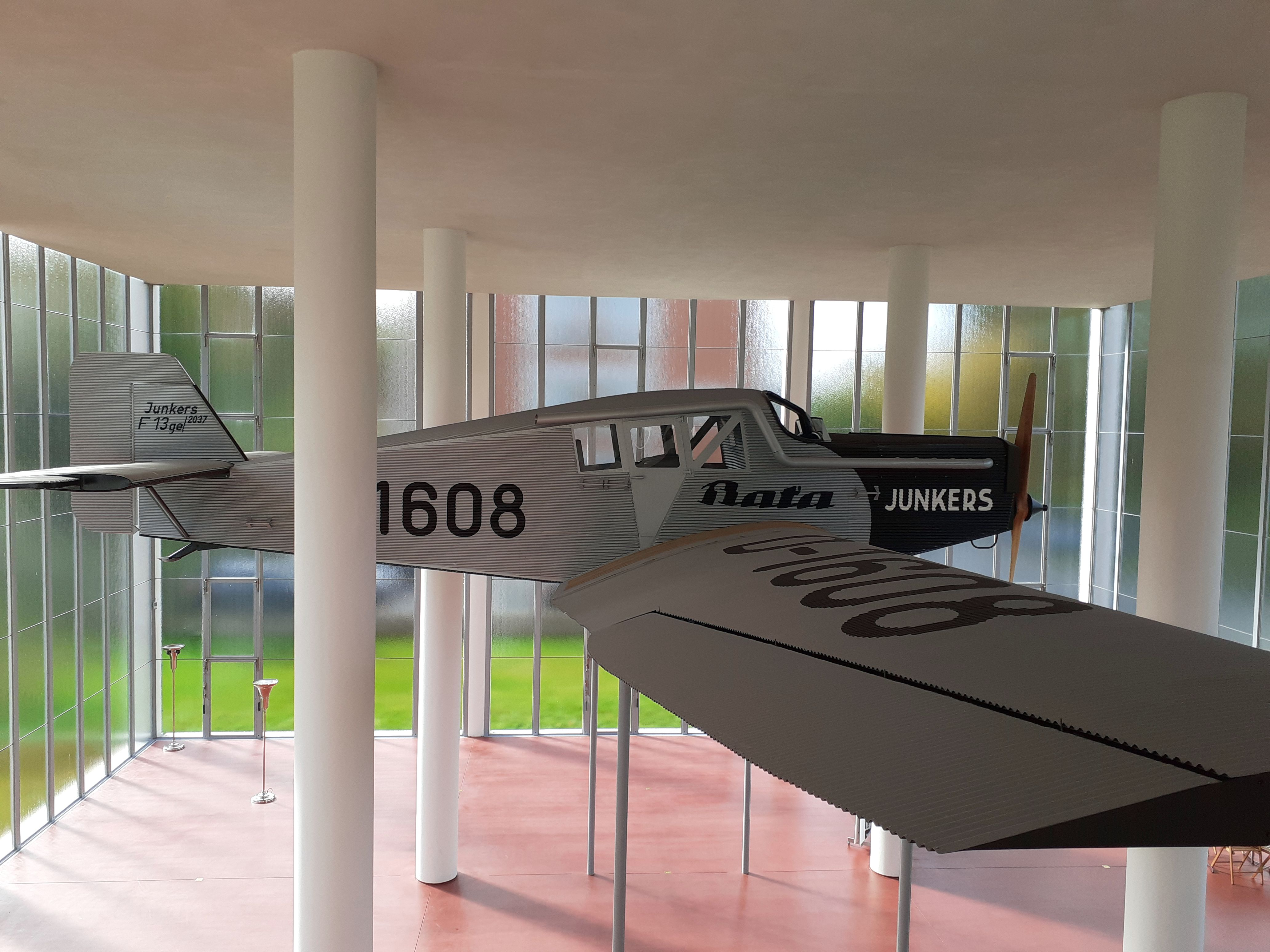
Replik der Unfallmaschine F 13 im Baťa-Denkmal Zlín

Der Baťa-Konzern stieg bis 1930 zum Weltmarktführer auf. 1931 veröffentlichte der russische Schriftsteller Ilja Ehrenburg eine kritische Reportage aus Zlín, die ihm eine Klage seitens des „Schuhkönigs“ und eine Sperrung der mit diesem Text erzielten Buch- und Filmhonorare einbrachte.

### Tod
Am Morgen des 12. Juli 1932 wollte Baťa gegen 5 Uhr vom Flugplatz Baťov mit seinem Privatflugzeug in das schweizerische Basel fliegen, nachdem er seinem 18-jährigen Sohn die Bauleitung für eine neue Fabrik in Möhlin übertragen hatte. Obwohl sein Privatpilot Jindřich Brouček wegen des starken Nebels den Start nicht riskieren wollte, ordnete Baťa den Abflug an. Die Junkers F 13 mit dem Kennzeichen D–1608 zerschellte acht Minuten nach dem Start um 05:58 Uhr an einer „Na bahňáku“ genannten Stelle unweit der Papiermühle, dabei starben Baťa und sein Pilot. Sie wurden am 14. Juli 1932 nebeneinander auf dem neuen Waldfriedhof Zlín beigesetzt.
Das Unternehmen ging an seinen Halbbruder Jan Antonín Baťa, der die internationale Expansion des Konzerns erfolgreich weiterführte.

## Kritik
Svatopluk Turek veröffentlichte 1933 den Roman Botostroj („Die Schuhmaschine“), in dem er Baťas Unternehmen als einen unmenschlichen Mechanismus und seinen Chef Tomáš Baťa als Diktator darstellte, der das Leben von Menschen zerstöre. Die Familie Baťa klagte gegen Turek wegen Verleumdung und erwirkte 1938 ein gerichtliches Verbot des Buchs.

## Ehrungen
Nach Baťa benannt sind:
- die Hauptstraße in Zlín
- die im Jahr 2001 gegründete Tomáš-Baťa-Universität in Zlín (Univerzita Tomáše Bati ve Zlíně)
- der Flughafen in Zlín
- ein Kanal in der Region Südmähren (Baťův kanál)
- eine Medaille (Baťa-Preis)

## Schriften
- Tomáš Baťa, bearbeitet von Anton Cekota, Deutsch von Karl Klaudy: Wort und Tat. Tisk, Zlín 1936 (in Prag (Praha) Souček).
- Tomáš Bat'a: Reorganisation des Schumachergewerbes. Firma Bat'a, Zlín 1930.

## Film
- Bata – ein Schuhmacher erobert die Welt, Arte/CT 2018[4]